# Torneio de Wimbledon de 2021
O Torneio de Wimbledon de 2021 foi um torneio de tênis disputado nas quadras de grama do All England Lawn Tennis and Croquet Club, no bairro de Wimbledon, em Londres, no Reino Unido, entre 28 de junho e 11 de julho. Corresponde à 53ª edição da era aberta e à 134ª de todos os tempos.
Novak Djokovic conquistou o terceiro Wimbledon e o terceiro título do Grand Slam seguido, empatando com Rafael Nadal e Roger Federer entre os maiores vencedores masculinos de simples. Assim como a chave dos homens, a feminina levou ao trinfo a número 1 do ranking, Ashleigh Barty. Foi o segundo Slam dela e o primeiro de uma australiana na grama londrina desde Evonne Goolagong, em 1980.
Os croatas Nikola Mektić e Mate Pavić, que desistiram de Roland Garros por terem contraído a COVID-19, derrotaram Marcel Granollers e Horacio Zeballos, pegando ainda mais distante no ranking da corrida anual para o Finals. Hsieh Su-wei e Elise Mertens conquistaram duplas femininas após salvarem 7 de 12 break points, em 3 sets de pouco mais de duas horas e meia de jogo. De quebra, Mertens assumiu a líderança do ranking da modalidade com a campanha. Nas mistas, a parceria entre Neal Skupski e Desirae Krawczyk continua vitoriosa. Depois do título em Paris, há algumas semanas, foi a vez da capital inglesa, em um êxito por sets diretos.

## Transmissão
Esta é a lista de países e canais designados a transmitir o torneio durante a edição em questão:
Países lusófonos

| País(es) | Canal(is)         |
| -------- | ----------------- |
| Brasil   | BandSports SporTV |
| Portugal | Sport TV          |
| Macau    | CCTV-5 TDM        |

Resto do mundo
| País(es) | Canal(is)                          |
| Países avulsos                                                                                                   |                                    |
| --- | ---------------------------------- |
| tv de bordo | Sport 24 [en]                      |
| África |                                    |
| África do Sul | SuperSport                         |
| Américas |                                    |
| Canadá | TSN                                |
| Estados Unidos                                                                                                   | ESPN Tennis Channel                |
| Ásia |                                    |
| Cazaquistão | Saran Sport Setanta [en]           |
| China | CCTV-5 iQIYI                       |
| Coreia do Sul | Disney [en] JTBC                   |
| Geórgia | Adjarasport [en] Saran Sport       |
| Índia | Star India                         |
| Israel | 5 Sport [en]                       |
| Japão | NHK WOWOW                          |
| Taiwan | Sportscast                         |
| Turquia | Saran Sport                        |
| Europa |                                    |
| Alemanha | Sky Deutschland ZDF                |
| Bielorrússia | Belarus-5 Saran Sport              |
| Chipre | cyta [en]                          |
| Dinamarca | TV 2                               |
| Espanha | Movistar+                          |
| França | beIN Sports                        |
| Grã-Bretanha | BBC                                |
| Grécia | Nova Sports [en]                   |
| Itália | Sky Italia SuperTennis             |
| Letónia | Saran Sport Tet TV [en]            |
| Malta | TSN Malta                          |
| Países Baixos | Eurosport Ziggo Sport [en]         |
| Polónia | Polsat                             |
| Sérvia | RTS Sport Klub [en]                |
| Suíça | SRG SSR (RTS, RSI [en] e SRF [en]) |
| Ucrânia | Setanta [en]                       |
| Oceania |                                    |
| Austrália | Nine Network                       |
| Nova Zelândia | Sky [en]                           |
| Regiões |                                    |
| África | Canal+ Afrique [en]                |
| América Latina                                                                                                   | ESPN (América Latina)              |
| Ásia | Disney [en]                        |
| Oriente Médio | beIN Sports                        |
| Agrupamentos |                                    |
| Ásia |                                    |
| Arménia · Azerbaijão · Quirguistão · Tajiquistão · Turquemenistão · Uzbequistão                                  | Saran Sport                        |
| Europa |                                    |
| Albânia · Kosovo                                                                                                 | S4W                                |
| Bélgica · Bulgária · Chéquia · Eslováquia · Finlândia · Hungria · Islândia · Noruega · Roménia · Rússia · Suécia | Eurosport                          |
| Bósnia e Herzegovina · Estónia · Lituânia                                                                        | Saran Sport                        |
| Croácia · Eslovénia · Macedónia do Norte · Montenegro                                                            | Sport Klub [en]                    |

## Pontuação e premiação

### Distribuição de pontos
ATP e WTA informam suas pontuações em Grand Slam, distintas entre si, em simples e em duplas. A ITF responde exclusivamente pelos juvenis e cadeirantes.
Considerado torneio amistoso, o de duplas mistas não gera pontos.
No juvenil, os simplistas jogam duas fases de qualificatório, mas só os que passam à chave principal pontuam. Em duplas, a pontuação é por jogador. A partir da fase com 16, os competidores recebem pontos adicionais de bônus (os valores da tabela já somam as duas pontuações).

#### Profissional
| Evento            | V    | F    | SF  | QF  | R16 | R32 | R64 | R128 | Q  | Q3 | Q2 | Q1 |
| Simples masculino | 2000 | 1200 | 720 | 360 | 180 | 90  | 45  | 10   | 25 | 16 | 8  | 0  |
| Duplas masculinas | 2000 | 1200 | 720 | 360 | 180 | 90  | 0   | —    | —  | —  | —  | —  |
| Simples feminino  | 2000 | 1300 | 780 | 430 | 240 | 130 | 70  | 10   | 40 | 30 | 20 | 2  |
| Duplas femininas  | 2000 | 1300 | 780 | 430 | 240 | 130 | 10  | —    | —  | —  | —  | —  |

| Evento            | V    | F   | SF  | QF  | R16 | R32 | R64 | Q  | Q2 | Q1 |
| Simples Masculino | 1000 | 700 | 490 | 300 | 180 | 90  | 30* | 20 | 0  | 0  |
| Simples Feminino  | 1000 | 700 | 490 | 300 | 180 | 90  | 30* | 20 | 0  | 0  |
| Duplas Masculinas | 750  | 525 | 367 | 225 | 135 | 0   | —   | —  | —  | —  |
| Duplas Femininas  | 750  | 525 | 367 | 225 | 135 | 0   | —   | —  | —  | —  |

| Evento               | V   | F   | SF/3º lugar | QF/4º lugar |
| Simples              | 800 | 500 | 375         | 100         |
| Simples tetraplégico | 800 | 500 | 375         | 100         |
| Duplas               | 800 | 500 | 100         | —           |
| Duplas tetraplégicas | 800 | 100 | —           | —           |

### Premiação
A premiação geral dimiuiu 8% em relação a 2019. Os títulos de simples tiveram um decréscimo de £ 650.000 cada.
Juvenis não são pagos.
| Evento                 | V           | F         | SF         | QF         | Últimos 16 | Últimos 32 | Últimos 64 | Últimos 128 | Q3       | Q2       | Q1      |
| Contemplados           | 1           | 1         | 2          | 4          | 8          | 16         | 32         | 64          | 16       | 32       | 64      |
| Simples (2)            | £ 1.700.000 | £ 900.000 | £ 465.000  | £ 300.000  | £ 181.000  | £ 115.000  | £ 75.000   | £ 48.000    | £ 25.500 | £ 15.500 | £ 8.500 |
| Duplas (2)             | £ 480.000   | £ 240.000 | £ 120.000  | £ 60.000   | £ 30.000   | £ 19.000   | £ 12.000   | —           | —        | —        | —       |
| Duplas mistas          | £ 100.000   | £ 50.000  | £ 25.000   | £ 12.000   | £ 6.000    | £ 3.000    | £ 1.500*   | —           | —        | —        | —       |
| Simples cadeirante (2) | £ 48.000    | £ 24.000  | £ 16.500   | £ 11.500   | —          | —          | —          | —           | —        | —        | —       |
| Simples tetraplégico   | £ 48.000    | £ 24.000  | £ 16.500** | £ 11.500** | —          | —          | —          | —           | —        | —        | —       |
| Duplas cadeirantes (2) | £ 20.000    | £ 10.000  | £ 6.000    | —          | —          | —          | —          | —           | —        | —        | —       |
| Duplas tetraplégicas   | £ 20.000    | £ 10.000  | —          | —          | —          | —          | —          | —           | —        | —        | —       |

Total dos eventos: £ 35.016.000
Per diem (estimado): £ 0
Total da premiação: £ 35.016.000

## Cabeças de chave
Cabeças anunciados(as) em 21 de junho de 2021. A partir de 2021, não priorizando mais o desempenho em quadras de grama, mas geral. Dados de Ranking e Pontos anteriores são de 28 de junho de 2021. Os jogadores estão seus pontos de 2021 ou 50% dos de 2019 - o que for maior.
Em verde, o(s) cabeça(s) de chave campeão(ões). Em vermelho, o(s) vice-campeão(ões).

### Simples

#### Masculino
| Cabeça | Ranking | Jogador                     | Pontos anteriores | Pontos a defender | Pontos conquistados | Nova pontuação | Eliminado na | Eliminado por              |
| ------ | ------- | --------------------------- | ----------------- | ----------------- | ------------------- | -------------- | ------------ | -------------------------- |
| 1      | 1       | Novak Djokovic              | 12.113            | 2.000             | 2.000               | 12.113         | Campeão      | –                          |
| 2      | 2       | Daniil Medvedev             | 10.280            | 90                | 180                 | 10.370         | 4ª fase      | Hubert Hurkacz [14]        |
| 3      | 4       | Stefanos Tsitsipas          | 7.980             | 10                | 10                  | 7.980          | 1ª fase      | Frances Tiafoe             |
| 4      | 6       | Alexander Zverev            | 7.305             | 10                | 180                 | 7.475          | 4ª fase      | Félix Auger-Aliassime [16] |
| 5      | 7       | Andrey Rublev               | 6.120             | 45                | 180                 | 6.255          | 4ª fase      | Márton Fucsovics           |
| 6      | 8       | Roger Federer               | 4.815             | 1.200             | 360                 | 4.215          | QF           | Hubert Hurkacz [14]        |
| 7      | 9       | Matteo Berrettini           | 4.468             | 180               | 1.200               | 5.488          | F            | Novak Djokovic [1]         |
| 8      | 10      | Roberto Bautista Agut       | 3.125             | 720               | 180                 | 2.765          | 4ª fase      | Denis Shapovalov [10]      |
| 9      | 11      | Diego Schwartzman           | 3.060             | 90                | 90                  | 3.060          | 3ª fase      | Márton Fucsovics           |
| 10     | 12      | Denis Shapovalov            | 2.915             | 10                | 720                 | 3.625          | SF           | Novak Djokovic [1]         |
| 11     | 13      | Pablo Carreño Busta         | 2.905             | 10                | 10                  | 2.905          | 1ª fase      | Sam Querrey                |
| 12     | 14      | Casper Ruud                 | 2.690             | 45                | 10                  | 2.668          | 1ª fase      | Jordan Thompson            |
| 13     | 17      | Gaël Monfils                | 2.568             | 10                | 45                  | 2.603          | 2ª fase      | Pedro Martínez             |
| 14     | 18      | Hubert Hurkacz              | 2.533             | 90                | 720                 | 3.163          | SF           | Matteo Berrettini [7]      |
| 15     | 15      | Alex de Minaur              | 2.690             | 45                | 10                  | 2.668          | 1ª fase      | Sebastian Korda            |
| 16     | 19      | Félix Auger-Aliassime       | 2.468             | 90                | 360                 | 2.738          | QF           | Matteo Berrettini [7]      |
| 17     | 20      | Cristian Garín              | 2.440             | 10                | 180                 | 2.610          | 4ª fase      | Novak Djokovic [1]         |
| 18     | 21      | Grigor Dimitrov             | 2.431             | 10                | 45                  | 2.466          | 2ª fase      | Alexander Bublik           |
| 19     | 23      | Jannik Sinner               | 2.320             | (35)†             | 10                  | 2.320          | 1ª fase      | Márton Fucsovics           |
| 20     | 24      | Aslan Karatsev              | 2.304             | (15)†             | 10                  | 2.304          | 1ª fase      | Jérémy Chardy              |
| 21     | 25      | Ugo Humbert                 | 2.270             | 180               | 10                  | 2.180          | 1ª fase      | Nick Kyrgios               |
| 22     | 26      | Daniel Evans                | 2.151             | 90                | 90                  | 2.151          | 3ª fase      | Sebastian Korda            |
| 23     | 27      | Lorenzo Sonego              | 2.038             | 10                | 180                 | 2.208          | 4ª fase      | Roger Federer [6]          |
| 24     | 28      | Nikoloz Basilashvili        | 1.985             | 45                | 10                  | 1.963          | 1ª fase      | Andy Murray [WC]           |
| 25     | 29      | Karen Khachanov             | 1.965             | 90                | 360                 | 2.235          | QF           | Denis Shapovalov [10]      |
| 26     | 31      | Fabio Fognini               | 1.868             | 90                | 90                  | 1.868          | 3ª fase      | Andrey Rublev [5]          |
| 27     | 32      | Reilly Opelka               | 1.806             | 90                | 10                  | 1.761          | 1ª fase      | Dominik Koepfer            |
| 28     | 33      | John Isner                  | 1.775             | 45                | 10                  | 1.753          | 1ª fase      | Yoshihito Nishioka         |
| 29     | 34      | Cameron Norrie              | 1.770             | 45                | 90                  | 1.815          | 3ª fase      | Roger Federer [6]          |
| 30     | 35      | Alejandro Davidovich Fokina | 1.723             | (20)†             | 10                  | 1.723          | 1ª fase      | Denis Kudla [Q]            |
| 31     | 40      | Taylor Fritz                | 1.590             | 45                | 90                  | 1.635          | 3ª fase      | Alexander Zverev [4]       |
| 32     | 37      | Marin Čilić                 | 1.660             | 45                | 90                  | 1.705          | 3ª fase      | Daniil Medvedev [2]        |

† O jogador não se classificou para o torneio em 2019. No lugar, consta a pontuação conquistada no circuito challenger da ATP.

##### Desistências
| Ranking | Jogador       | Pontos anteriores | Pontos a defender | Nova pontuação | Motivo                     |
| ------- | ------------- | ----------------- | ----------------- | -------------- | -------------------------- |
| 3       | Rafael Nadal  | 8.630             | 720               | 8.270          | Fadiga                     |
| 5       | Dominic Thiem | 7.425             | 10                | 7.415          | Lesão no punho direito     |
| 16      | David Goffin  | 2.680             | 360               | 2.500          | Lesão no tornozelo direito |
| 22      | Milos Raonic  | 2.428             | 180               | 2.338          | Lesão na panturrilha       |
| 30      | Stan Wawrinka | 1.944             | 45                | 1.922          | Lesão no pé esquerdo       |
| 36      | Borna Ćorić   | 1.713             | 0                 | 1.713          | Cirurgia no ombro direito  |

#### Feminino
| Cabeça | Ranking | Jogadora                 | Pontos anteriores | Pontos a defender | Pontos conquistados | Nova pontuação | Eliminada na | Eliminada por                   |
| ------ | ------- | ------------------------ | ----------------- | ----------------- | ------------------- | -------------- | ------------ | ------------------------------- |
| 1      | 1       | Ashleigh Barty           | 7.875             | 240               | 2.000               | 9.635          | Campeã       | –                               |
| 2      | 4       | Aryna Sabalenka          | 6.195             | 10                | 780                 | 6.965          | SF           | Karolína Plíšková [8]           |
| 3      | 5       | Elina Svitolina          | 5.835             | 780               | 70                  | 5.135          | 2ª fase      | Magda Linette                   |
| 4      | 6       | Sofia Kenin              | 5.640             | 70                | 70                  | 5.135          | 2ª fase      | Madison Brengle                 |
| 5      | 7       | Bianca Andreescu         | 5.321             | 0                 | 10                  | 5.331          | 1ª fase      | Alizé Cornet                    |
| 6      | 8       | Serena Williams          | 4.931             | 1.300             | 10                  | 3.641          | 1ª fase, ab. | Aliaksandra Sasnovich           |
| 7      | 9       | Iga Świątek              | 4.465             | 10                | 240                 | 4.695          | 4ª fase      | Ons Jabeur [21]                 |
| 8      | 13      | Karolína Plíšková        | 3.915             | 240               | 1.300               | 4.975          | F            | Ashleigh Barty [1]              |
| 9      | 11      | Belinda Bencic           | 4.205             | 130               | 10                  | 4.085          | 1ª fase      | Kaja Juvan                      |
| 10     | 10      | Petra Kvitová            | 4.215             | 240               | 10                  | 3.985          | 1ª fase      | Sloane Stephens                 |
| 11     | 12      | Garbiñe Muguruza         | 4.045             | 10                | 130                 | 4.165          | 3ª fase      | Ons Jabeur [21]                 |
| 12     | 14      | Victoria Azarenka        | 3.905             | 130               | 70                  | 3.845          | 2ª fase      | Sorana Cîrstea                  |
| 13     | 16      | Elise Mertens            | 3.685             | 240               | 130                 | 3.575          | 3ª fase      | Madison Keys [23]               |
| 14     | 17      | Barbora Krejčíková       | 3.683             | (30)†             | 240                 | 3.893          | 4ª fase      | Ashleigh Barty [1]              |
| 15     | 18      | Maria Sakkari            | 3.480             | 130               | 70                  | 3.420          | 2ª fase      | Shelby Rogers                   |
| 16     | 19      | Anastasia Pavlyuchenkova | 3.300             | 10                | 130                 | 3.420          | 3ª fase      | Karolína Muchová [19]           |
| 17     | 21      | Kiki Bertens             | 3.095             | 130               | 10                  | 2.975          | 1ª fase      | Marta Kostyuk                   |
| 18     | 20      | Elena Rybakina           | 3.123             | (100)†            | 240                 | 3.263          | 4ª fase      | Aryna Sabalenka [2]             |
| 19     | 22      | Karolína Muchová         | 2.876             | 430               | 430                 | 2.876          | QF           | Angelique Kerber [25]           |
| 20     | 23      | Coco Gauff               | 2.805             | 280               | 240                 | 2.765          | 4ª fase      | Angelique Kerber [25]           |
| 21     | 24      | Ons Jabeur               | 2.510             | 10                | 430                 | 2.930          | QF           | Aryna Sabalenka [2]             |
| 22     | 26      | Jessica Pegula           | 2.410             | 10                | 70                  | 2.460          | 2ª fase      | Liudmila Samsonova [WC]         |
| 23     | 27      | Madison Keys             | 2.405             | 70                | 240                 | 2.575          | 4ª fase      | Viktorija Golubic               |
| 24     | 25      | Anett Kontaveit          | 2.505             | 130               | 10                  | 2.385          | 1ª fase      | Markéta Vondroušová             |
| 25     | 28      | Angelique Kerber         | 2.240             | 70                | 780                 | 2.950          | SF           | Ashleigh Barty [1]              |
| 26     | 30      | Petra Martić             | 2.230             | 240               | 70                  | 2.060          | 2ª fase      | Irina-Camelia Begu              |
| 28     | 29      | Alison Riske             | 2.235             | 430               | 10                  | 1.815          | 1ª fase      | Tereza Martincová               |
| 29     | 32      | Veronika Kudermetova     | 2.100             | 70                | 10                  | 2.040          | 1ª fase      | Viktorija Golubic               |
| 30     | 33      | Paula Badosa             | 2.060             | 40                | 240                 | 2.260          | 4ª fase      | Karolína Muchová [19]           |
| 31     | 35      | Daria Kasatkina          | 2.030             | 10                | 70                  | 2.090          | 2ª fase      | Jeļena Ostapenko                |
| 32     | 36      | Ekaterina Alexandrova    | 1.940             | 10                | 70                  | 2.000          | 2ª fase      | María Camila Osorio Serrano [Q] |

† O jogador não se classificou para o torneio em 2019. No lugar, consta a pontuação do 16º melhor resultado no período.

##### Desistências
| Ranking | Jogadora       | Pontos anteriores | Pontos a defender | Nova pontuação | Motivo                                        |
| ------- | -------------- | ----------------- | ----------------- | -------------- | --------------------------------------------- |
| 2       | Naomi Osaka    | 7.346             | 10                | 7.336          | Razões pessoais                               |
| 3       | Simona Halep   | 6.330             | 2.000             | 4.330          | Lesão na panturrilha esquerda                 |
| 15      | Jennifer Brady | 3.840             | 10                | 3.830          | Lesão no pé esquerdo                          |
| 31      | Johanna Konta  | 2.157             | 430               | 1.727          | Contato com pessoa diagnosticada com COVID-19 |

### Duplas
| Cabeça | Ranking | Equipe                | Equipe                 |
| ------ | ------- | --------------------- | ---------------------- |
| 1      | 4       | Nikola Mektić         | Mate Pavić             |
| 2      | 8       | Pierre-Hugues Herbert | Nicolas Mahut          |
| 3      | 9       | Juan Sebastián Cabal  | Robert Farah           |
| 4      | 17      | Marcel Granollers     | Horacio Zeballos       |
| 5      | 17      | Ivan Dodig            | Filip Polášek          |
| 6      | 23      | Rajeev Ram            | Joe Salisbury          |
| 7      | 35      | Jamie Murray          | Bruno Soares           |
| 8      | 36      | Łukasz Kubot          | Marcelo Melo           |
| 9      | 41      | Kevin Krawietz        | Horia Tecău            |
| 10     | 41      | Wesley Koolhof        | Jean-Julien Rojer      |
| 11     | 48      | Henri Kontinen        | Édouard Roger-Vasselin |
| 12     | 55      | Tim Pütz              | Michael Venus          |
| 13     | 57      | Sander Gillé          | Joran Vliegen          |
| 14     | 70      | Raven Klaasen         | Ben McLachlan          |
| 15     | 72      | Marcus Daniell        | Philipp Oswald         |
| 16     | 75      | Max Purcell           | Luke Saville           |

| Cabeça | Ranking | Equipe             | Equipe              |
| ------ | ------- | ------------------ | ------------------- |
| 1      | 3       | Barbora Krejčíková | Kateřina Siniaková  |
| 2      | 7       | Tímea Babos        | Kristina Mladenovic |
| 3      | 13      | Hsieh Su-wei       | Elise Mertens       |
| 4      | 19      | Nicole Melichar    | Demi Schuurs        |
| 5      | 26      | Shuko Aoyama       | Ena Shibahara       |
| 6      | 33      | Alexa Guarachi     | Desirae Krawczyk    |
| 7      | 42      | Chan Hao-ching     | Latisha Chan        |
| 8      | 48      | Hayley Carter      | Luisa Stefani       |
| 9      | 54      | Sharon Fichman     | Giuliana Olmos      |
| 10     | 48      | Darija Jurak       | Andreja Klepač      |
| 11     | 71      | Laura Siegemund    | Vera Zvonareva      |
| 12     | 74      | Coco Gauff         | Catherine McNally   |
| 13     | 84      | Nadiia Kichenok    | Raluca Olaru        |
| 14     | 90      | Asia Muhammad      | Jessica Pegula      |
| 15     | 98      | Viktória Kužmová   | Arantxa Rus         |
| 16     | 102     | Marie Bouzková     | Lucie Hradecká      |

#### Mistas
| Cabeça | Ranking | Equipe                 | Equipe                |
| ------ | ------- | ---------------------- | --------------------- |
| 1      | 5       | Nicolas Mahut          | Kristina Mladenovic   |
| 2      | 12      | Mate Pavić             | Gabriela Dabrowski    |
| 3      | 24      | Wesley Koolhof         | Demi Schuurs          |
| 4      | 24      | Édouard Roger-Vasselin | Nicole Melichar       |
| 5      | 27      | Rajeev Ram             | Bethanie Mattek-Sands |
| 6      | 29      | Ivan Dodig             | Latisha Chan          |
| 7      | 35      | Neal Skupski           | Desirae Krawczyk      |
| 8      | 37      | Michael Venus          | Chan Hao-ching        |
| 9      | 39      | Kevin Krawietz         | Květa Peschke         |
| 10     | 41      | Raven Klaasen          | Darija Jurak          |
| 11     | 53      | Hugo Nys               | Hsieh Su-wei          |
| 12     | 53      | Fabrice Martin         | Alexa Guarachi        |
| 13     | 54      | Sander Gillé           | Hayley Carter         |
| 14     | 57      | Jean-Julien Rojer      | Andreja Klepač        |
| 15     | 60      | Ben McLachlan          | Ena Shibahara         |
| 16     | 69      | Marcus Daniell         | Sharon Fichman        |

## Convidados à chave principal
Os jogadores a seguir receberam convite para disputar diretamente a chave principal.

### Simples
| Masculino                                                                           | Feminino |
| ----------------------------------------------------------------------------------- | --- |
| - Carlos Alcaraz - Alex Bolt - Liam Broady - Jay Clarke - Jack Draper - Andy Murray | - Katie Boulter - Jodie Burrage - Harriet Dart - Francesca Jones - Samantha Murray Sharan - Emma Raducanu - Liudmila Samsonova |

### Duplas
| Masculinas | Femininas | Mistas |
| --- | --- | --- |
| - Liam Broady / Ryan Peniston - Jay Clarke / Marius Copil - Lloyd Glasspool / Harri Heliövaara - Alastair Gray / Aidan McHugh - Luke Johnson / Anton Matusevich - Stuart Parker / James Ward - Petros Tsitsipas / Stefanos Tsitsipas | - Naiktha Bains / Samantha Murray Sharan - Naomi Broady / Jodie Burrage - Harriet Dart / Heather Watson - Sarah Beth Grey / Emily Webley-Smith - Tara Moore / Eden Silva | - Jérémy Chardy / Naomi Broady - Lloyd Glasspool / Jodie Burrage - Nick Kyrgios / Venus Williams - Jonny O'Mara / Sarah Beth Grey - Ryan Peniston / Eden Silva |

## Qualificados à chave principal
O qualificatório se deu no Bank of England Sports Centre, no distrito londrino de Roehampton, entre 21 e 25 de junho de 2021.

### Simples
| Masculino | Feminino |
| --- | --- |
| 1. Grégoire Barrère 2. Marcelo Tomás Barrios Vera 3. Benjamin Bonzi 4. Tallon Griekspoor 5. Antoine Hoang 6. Denis Kudla 7. Daniel Masur 8. Mackenzie McDonald 9. Brandon Nakashima 10. Christopher O'Connell 11. Oscar Otte 12. Marc Polmans 13. Arthur Rinderknech 14. Marco Trungelliti 15. Bernabé Zapata Miralles 16. Zhang Zhizhen | 1. Clara Burel 2. Vitalia Diatchenko 3. Olga Govortsova 4. Anna Kalinskaya 5. Ana Konjuh 6. Danielle Lao 7. Claire Liu 8. Greet Minnen 9. Monica Niculescu 10. María Camila Osorio Serrano 11. Lesley Pattinama Kerkhove 12. Ellen Perez 13. Katie Swan 14. Lesia Tsurenko 15. Katie Volynets 16. Wang Xinyu |

Lucky losers
| 1. Yasutaka Uchiyama 2. Botic van de Zandschulp | 1. Kristie Ahn 2. Tsvetana Pironkova 3. Astra Sharma 4. Wang Yafan |

## Eliminações em simples

### Masculino
| Final                        | Final                      | Final                      | Final                            |
| ---------------------------- | -------------------------- | -------------------------- | -------------------------------- |
| Matteo Berrettini [7]        |                            |                            |                                  |
| Semifinais                   |                            |                            |                                  |
| Denis Shapovalov [10]        | Denis Shapovalov [10]      | Hubert Hurkacz [14]        | Hubert Hurkacz [14]              |
| Quartas de final             |                            |                            |                                  |
| Márton Fucsovics             | Karen Khachanov [25]       | Félix Auger-Aliassime [16] | Roger Federer [6]                |
| Quarta fase                  |                            |                            |                                  |
| Cristian Garín [17]          | Andrey Rublev [5]          | Sebastian Korda            | Roberto Bautista Agut [8]        |
| Ilya Ivashka                 | Alexander Zverev [4]       | Lorenzo Sonego [23]        | Daniil Medvedev [2]              |
| Terceira fase                |                            |                            |                                  |
| Denis Kudla (Q)              | Pedro Martínez             | Diego Schwartzman [9]      | Fabio Fognini [26]               |
| Frances Tiafoe               | Daniel Evans [22]          | Andy Murray (WC)           | Dominik Koepfer                  |
| Aljaž Bedene                 | Jordan Thompson            | Nick Kyrgios               | Taylor Fritz [31]                |
| Cameron Norrie [29]          | James Duckworth            | Alexander Bublik           | Marin Čilić [32]                 |
| Segunda fase                 |                            |                            |                                  |
| Kevin Anderson               | Andreas Seppi              | Marc Polmans (Q)           | Gaël Monfils [13]                |
| Liam Broady (WC)             | Jiří Veselý                | Laslo Djere                | Lloyd Harris                     |
| Vasek Pospisil               | Egor Gerasimov             | Dušan Lajović              | Antoine Hoang (Q)                |
| Pablo Andújar                | Oscar Otte (Q)             | Kwon Soon-woo              | Miomir Kecmanović                |
| Botic van de Zandschulp (LL) | Yoshihito Nishioka         | Jérémy Chardy              | Kei Nishikori                    |
| Mikael Ymer                  | Gianluca Mager             | Steve Johnson              | Tennys Sandgren                  |
| Richard Gasquet              | Alex Bold (WC)             | [[Daniel Elahi Galán]      | Sam Querrey                      |
| Marcos Giron                 | Grigor Dimitrov [18]       | Benjamin Bonzi (Q)         | Carlos Alcaraz (WC)              |
| Primeira fase                |                            |                            |                                  |
| Jack Draper                  | Marcelo Tomás Barrios Vera | João Sousa                 | Alejandro Davidovich Fokina [30] |
| Bernabé Zapata Miralles (Q)  | Lu Yen-hsun (PR)           | Stefano Travaglia          | Christopher O'Connell (Q)        |
| Benoît Paire                 | Marco Cecchinato           | Yannick Hanfmann           | Jannik Sinner [19]               |
| Albert Ramos Viñolas         | Pablo Cuevas               | Ričardas Berankis          | Federico Delbonis                |
| Stefanos Tsitsipas [3]       | Roberto Carballés Baena    | Jay Clarke (WC)            | Mackenzie McDonald (Q)           |
| Feliciano López              | Gilles Simon               | Zhang Zhizhen (Q)          | Alex de Minaur [15]              |
| Philipp Kohlschreiber (PR)   | Pierre-Hugues Herbert      | Arthur Rinderknech (Q)     | Nikoloz Basilashvili [24]        |
| Reilly Opelka [27]           | Daniel Masur (Q)           | Facundo Bagnis             | John Millman                     |
| Guido Pella                  | Grégoire Barrère (Q)       | Corentin Moutet            | John Isner [28]                  |
| Aslan Karatsev [20]          | Jaume Munar                | Alexei Popyrin             | Casper Ruud [12]                 |
| Thiago Monteiro              | Jo-Wilfried Tsonga         | Juan Ignacio Londero       | Ugo Humbert [21]                 |
| Brandon Nakashima (Q)        | Dennis Novak               | Norbert Gombos             | Tallon Griekspoor (Q)            |
| Adrian Mannarino             | Yūichi Sugita              | Filip Krajinović           | Lucas Pouille                    |
| Pedro Sousa                  | Federico Coria             | Radu Albot                 | Pablo Carreño Busta [11]         |
| Lorenzo Musetti              | Emil Ruusuvuori            | Mikhail Kukushkin          | Fernando Verdasco                |
| Salvatore Caruso             | Marco Trungelliti (Q)      | Yasutaka Uchiyama (LL)     | Jan-Lennard Struff               |

### Feminino
| Final                     | Final                         | Final                      | Final                           |
| ------------------------- | ----------------------------- | -------------------------- | ------------------------------- |
| Karolína Plíšková [8]     |                               |                            |                                 |
| Semifinais                |                               |                            |                                 |
| Angelique Kerber [25]     | Angelique Kerber [25]         | Aryna Sabalenka [2]        | Aryna Sabalenka [2]             |
| Quartas de final          |                               |                            |                                 |
| Ajla Tomljanović          | Karolína Muchová [19]         | Viktorija Golubic          | Ons Jabeur [21]                 |
| Quarta fase               |                               |                            |                                 |
| Barbora Krejčíková [14]   | Emma Raducanu (WC)            | Paula Badosa [30]          | Coco Gauff [20]                 |
| Liudmila Samsonova (WC)   | Madison Keys [23]             | Iga Świątek [7]            | Elena Rybakina [18]             |
| Terceira fase             |                               |                            |                                 |
| Kateřina Siniaková        | Anastasija Sevastova          | Sorana Cîrstea             | Jeļena Ostapenko                |
| Magda Linette             | Anastasia Pavlyuchenkova [16] | Kaja Juvan                 | Aliaksandra Sasnovich           |
| Tereza Martincóva         | Sloane Stephens               | Elise Mertens [13]         | Madison Brengle                 |
| Irina-Camelia Begu        | Garbiñe Muguruza [11]         | Shelby Rogers              | María Camila Osorio Serrano (Q) |
| Segunda fase              |                               |                            |                                 |
| Anna Blinkova             | Coco Vandeweghe (PR)          | Marta Kostyuk              | Andrea Petkovic (PR)            |
| Victoria Azarenka [12]    | Markéta Vondroušová           | Daria Kasatkina [31]       | Alizé Cornet                    |
| Elina Svitolina [3]       | Yulia Putintseva              | Camila Giorgi              | Kristýna Plíšková               |
| Clara Burel (Q)           | Elena Vesnina (PR)            | Sara Sorribes Tormo        | Nao Hibino                      |
| Donna Vekić               | Nadia Podoroska               | Jessica Pegula [22]        | Kristie Ahn (LL)                |
| Zhu Lin                   | Lauren Davis                  | Danielle Collins           | Sofia Kenin [4]                 |
| Vera Zvonareva            | Petra Martić [26]             | Venus Williams             | Lesley Pattinama Kerkhove (Q)   |
| Maria Sakkari [15]        | Claire Liu (Q)                | Ekaterina Alexandrova [32] | Katie Boulter (WC)              |
| Primeira fase             |                               |                            |                                 |
| Carla Suárez Navarro (PR) | Tímea Babos                   | Olga Govortsova (Q)        | Wang Yafan (LL)                 |
| Kiki Bertens [17]         | Zarina Diyas                  | Jasmine Paolini            | Clara Tauson                    |
| Kateryna Kozlova (PR)     | Samantha Murray Sharan (WC)   | Vitalia Diatchenko (Q)     | Anett Kontaveit [24]            |
| Patricia Maria Țig        | Leylah Annie Fernandez        | Greet Minnen (Q)           | Bianca Andreescu [5]            |
| Alison Van Uytvanck       | Amanda Anisimova              | Tsvetana Pironkova (LL)    | Aliona Bolsova                  |
| Zhang Shuai               | Jil Teichmann                 | Astra Sharma (LL)          | Elena Bogdan                    |
| Belinda Bencic [9]        | Ellen Perez (Q)               | Martina Trevisan           | Francesca Jones (WC)            |
| Nina Stojanović           | Ana Konjuh (Q)                | Bernarda Pera              | Serena Williams [6]             |
| Tamara Zidanšek           | Anastasia Potapova            | Ann Li                     | Alison Riske [28]               |
| Caroline Garcia           | Kaia Kanepi                   | Heather Watson             | Petra Kvitová [10]              |
| Harriet Dart (WC)         | Mona Barthel (PR)             | Jodie Burrage (WC)         | Katie Swan (Q)                  |
| Veronika Kudermetova [29] | Polona Hercog                 | Christina McHale           | Wang Xinyu (Q)                  |
| Hsieh Su-wei              | Marie Bouzková                | Katie Volynets (Q)         | Varvara Gracheva                |
| Rebecca Peterson          | Mihaela Buzărnescu (PR)       | Svetlana Kuznetsova        | Fiona Ferro                     |
| Arantxa Rus               | Samantha Stosur (PR)          | Misaki Doi                 | Kristina Mladenovic             |
| Laura Siegemund           | Anna Kalinskaya (Q)           | Danielle Lao (Q)           | Monica Niculescu (Q)            |

## Finais

### Profissional
| Categoria | Evento    | Campeã(s)(o/ões)              | Vice-campeã(s)(o/ões)              | Resultado           | Chave(s)  | Chave(s)       |
| --------- | --------- | ----------------------------- | ---------------------------------- | ------------------- | --------- | -------------- |
| Simples   | Masculino | Novak Djokovic                | Matteo Berrettini                  | 46–7, 6–4, 6–4, 6–3 | principal | qualificatório |
| Simples   | Feminino  | Ashleigh Barty                | Karolína Plíšková                  | 6–3, 46–7, 6–3      | principal | qualificatório |
| Duplas    | Masculino | Nikola Mektić Mate Pavić      | Marcel Granollers Horacio Zeballos | 6–4, 7–65, 2–6, 7–5 | principal | principal      |
| Duplas    | Feminino  | Hsieh Su-wei Elise Mertens    | Veronika Kudermetova Elena Vesnina | 3–6, 7–5, 9–7       | principal | principal      |
| Duplas    | Misto     | Neal Skupski Desirae Krawczyk | Joe Salisbury Harriet Dart         | 6–2, 7–61           | principal | principal      |

### Juvenil
| Categoria | Evento    | Campeã(s)(o/ões)                          | Vice-campeã(s)(o/ões)            | Resultado     | Chave(s)  | Chave(s)       |
| --------- | --------- | ----------------------------------------- | -------------------------------- | ------------- | --------- | -------------- |
| Simples   | Masculino | Samir Banerjee                            | Victor Lilov                     | 7–5, 6–3      | principal | qualificatório |
| Simples   | Feminino  | Ane Mintegi del Olmo                      | Nastasja Schunk                  | 2–6, 6–4, 6–1 | principal | qualificatório |
| Duplas    | Masculino | Edas Butvilas Alejandro Manzanera Pertusa | Daniel Rincón Abedallah Shelbayh | 6–3, 6–4      | principal | principal      |
| Duplas    | Feminino  | Kristina Dmitruk Diana Shnaider           | Sofia Costoulas Laura Hietaranta | 6–1, 6–2      | principal | principal      |

### Cadeirante
| Categoria | Evento       | Campeã(s)(o/ões)            | Vice-campeã(s)(o/ões)       | Resultado     | Chave     |
| --------- | ------------ | --------------------------- | --------------------------- | ------------- | --------- |
| Simples   | Masculino    | Joachim Gérard              | Gordon Reid                 | 6–2, 7–62     | principal |
| Simples   | Feminino     | Diede de Groot              | Kgothatso Montjane          | 6–2, 6–2      | principal |
| Simples   | Tetraplégico | Dylan Alcott                | Sam Schröder                | 6–2, 6–2      | principal |
| Duplas    | Masculino    | Alfie Hewett Gordon Reid    | Tom Egberink Joachim Gérard | 7–5, 6–2      | principal |
| Duplas    | Feminino     | Yui Kamiji Jordanne Whiley  | Kgothatso Montjane          | 6–0, 7–60     | principal |
| Duplas    | Tetraplégico | Andy Lapthorne David Wagner | Dylan Alcott Sam Schröder   | 6–1, 3–6, 6–4 | principal |